# Adrian Blidaru
Adrian Blidaru (n. 13 martie 1985, Constanța, România) este un jucător profesionist de baschet din România. Acesta a reprezentat echipa națională de baschet a României la calificarea Eurobaschet din 2015 unde a adus cele mai multe puncte pentru echipa sa.Fiul acestuia, Andreas Blidaru, evolueaza in prezent la echipa de juniori a lui Real Betis
Blidaru și-a început cariera în orașul său natal, unde a jucat în Divizia B cu Constanța. Acesta s-a făcut remarcat de echipa din Brașov, cu care a semnat un contract. După numai un sezon sub Tâmpa, a fost remarcat de CSU Asesoft Ploiești, unde a ajuns la 17 ani. De-a lungul carierei sale, Blidaru a evoluat la mai multe cluburi notabile precum, CS Otopeni,  BC Mureș Târgu Mureș, CSM Steaua EximBank și CSM Ploiești. Blidaru a cucerit șase titluri, șase cupe și FIBA Europe Cup, în 2005.

## Legături externe
- Liga Națională de Baschet Masculin Arhivat în 6 septembrie 2018, la Wayback Machine.
- Eurobasket.com Profile
- FIBA.com Profile Arhivat în 18 august 2016, la Wayback Machine.
- Basketball-Reference.com Profile